# Марія Браньяс Морера
Марія Браньяс Морера (кат. Maria Branyas Morera; 4 березня 1907, Мексика — 19 серпня 2024) — іспанська супердовгожителька, чий вік підтверджений Групою геронтологічних досліджень (GRG), Книгою рекордів Гіннеса та Групою LongeviQuest (LQ). З 17 січня 2023 року після смерті Люсіль Рандон вона стала найстарішою живою людиною на Землі та найстарішою живою людиною в Європі. Вона була 8-ю найстарішою підтвердженою людиною у світі та найстарішим емігрантом в історії. Її вік становив 117 років, 168 днів.

## Життєпис
Донька журналіста-емігранта. З 1909 року жила в Сан-Франциско, потім у Новому Орлеані. У 1915 році родина вирішила повернутися до Іспанії, проте батько помер від туберкульозу прямо на кораблі. Мати з дочкою оселилася в Каталонії, де Марія в 1931 році вийшла заміж за лікаря Жоана Морера. У них було троє дітей, одинадцять онуків та тринадцять правнуків. З 2000 року жила в будинку для людей похилого віку в Улоті. З 22 грудня 2019 і до смерті 19 серпня 2024 вважалася найстарішим мешканцем Іспанії.
У квітні 2020 року у Браньяс Морера виявили легку форму коронавірусної хвороби 2019: у неї розвинулася інфекція сечовивідних шляхів, і вона відчула нездужання, але не мала звичайних симптомів, таких як гарячка та задишка. Була поміщена на карантин у своїй кімнаті та подолала хворобу без госпіталізації.

## Рекорди довгожителя
- 4 березня 2022 року Марія Браньяс Морера стала 59-ю людиною в історії, яка відзначила 115 років.
- 19 квітня 2022 року після смерті Кане Танакі Марія Браньяс Морера стала 3-ю найстарішою нині живою людиною світі.
- 6 травня 2022 року Марія Браньяс Морера увійшла до топ 50 найстаріших людей в історії.
- 19 серпня 2022 року після смерті польської супердовгожительки Теклі Юневич, стала 2-ю найстарішою повністю верифікованою людиною в світі після Люсіль Рандон.
- 17 січня 2023 року після смерті Люсіль Рандон Марія Браньяс Морера стала найстарішою живою людиною на Землі.
- 4 березня 2023 року стала 26-ю людиною в історії, яка відзначила 116 років[11].
- 21 квітня 2023 року стала найстарішим мешканцем Іспанії в історії, побивши рекорд Анни Вели Рубіо у 116 років 47 днів.
- 12 червня 2023 року увійшла до числа 20 найстаріших людей в історії.
- 12 грудня 2023 року після смерті Фуси Тацумі, Марія Браньяс Морера стала останньою живою людиною, яка народилася в 1907 році.
- 4 березня 2024 року стала 12-ю людиною в історії та першою іспанкою, яка відзначила 117 років[12]